# Ducato di Tursi

Stemma Doria

Stemma Del Carretto

Il ducato di Tursi, già contea di Tursi, fu un feudo dell'Italia meridionale. Il suo territorio era parte della provincia di Basilicata.
Venne concesso nel 1552 all'ammiraglio Andrea Doria come marchesato dall'imperatore Carlo V e scomparve territorialmente nel 1769. I relativi territori vennero acquisiti da parte delle famiglie Donnaperna, Picolla, Panevino, Camerino e Brancalasso.

## Duchi di Tursi
|     | Titolare                                               | Periodo   |
| --- | ------------------------------------------------------ | --------- |
| I   | Carlo I Doria Del Carretto (1576-1649)                 | 1601-1649 |
| II  | Carlo II Doria Del Carretto (1628-1665)                | 1649-1665 |
| III | Giovanni Andrea Mariano Doria Del Carretto (1660-1742) | 1665-1742 |
| IV  | Giovanna Maria Teresa Doria Del Carretto (1710-1750)   | 1742-1750 |
| V   | Maria Giovanna Doria Del Carretto (1743-1832)          | 1750-1769 |